# Друзья (5-й сезон)
Пятый сезон американского телесериала «Друзья», премьера которого состоялась на канале NBC 24 сентября 1998 года, а заключительная серия вышла 20 мая 1999 года, состоит из 24-х эпизодов.

## Сюжет
Росс путает имена, но свадьба продолжается. После её окончания Эмили убегает и требует, чтобы Росс не искал её. Друзья возвращаются в Нью-Йорк. Россу звонит Эмили и говорит, что готова дать их отношениям ещё один шанс, но только если Росс переедет и, самое главное, никогда больше не будет видеться с Рэйчел. Однако Росс не может выполнить последнее требование, и их отношения разрываются окончательно. Поскольку к тому времени Росс уже продал свою квартиру, он переезжает к Чендлеру и Джоуи. Пожив у них некоторое время, он переселяется в квартиру съехавшего «голого мужика» из дома напротив.
Фиби рожает тройню — мальчика Фрэнка-младшего-младшего и девочек Лесли и Чендлер (её назвали в честь Чендлера, поскольку думали, что родится мальчик) — и отдаёт детей Фрэнку-младшему и Элис.
Отношения Чендлера и Моники становятся серьёзными, но они держат всё в тайне. Долгое время единственным, кто знает об этом, остаётся Джоуи. Позже об этом узнаёт Рэйчел, а затем и Фиби. Последним обо всём узнаёт Росс, который видит из окна своей квартиры, как Чендлер обнимает Монику.
Рэйчел получает новую работу в компании Ральфа Лорена.
Джо получает главную роль в фильме и уезжает на съёмки в Лас-Вегас. Друзья отправляются туда, чтобы навестить его, но выясняется, что съёмки отменили и Джоуи работает в одном из казино. Чендлер и Моника собираются пожениться в одной из часовен Вегаса, но приходят в ужас, когда видят только что поженившихся и пьяных Рэйчел и Росса.

## В ролях
- Дженнифер Энистон — Рэйчел Грин
- Кортни Кокс — Моника Геллер
- Лиза Кудроу — Фиби Буффе
- Мэтт Леблан — Джоуи Триббиани
- Мэттью Перри — Чендлер Бинг
- Дэвид Швиммер — Росс Геллер

## Эпизоды
| № общий | № в сезоне | Название                                                                                | Режиссёр            | Автор сценария                                                             | Дата премьеры    | Зрители в США (млн) |
| --- | ---------- | --------------------------------------------------------------------------------------- | ------------------- | -------------------------------------------------------------------------- | ---------------- | ------------------- |
| 98 | 1          | «The One After Ross Says Rachel» «Эпизод после того, как Росс назвал имя Рэйчел»        | Кевин С. Брайт      | Сет Курланд                                                                | 24 сентября 1998 | 31.1                |
| Свадьба Росса продолжается, однако после церемонии Эмили сбегает. Моника и Чендлер устанавливают правила для своих новых отношений и пытаются остаться наедине. Рэйчел хочет поговорить с Россом, но тот увлечен поисками Эмили. В конце серии Росс предлагает Рэйчел полететь с ним на курорт для свадебного путешествия, но в этот момент в аэропорте появляется Эмили. Рэйчел отправляется в свадебное путешествие одна. |            |                                                                                         |                     |                                                                            |                  |                     |
| 99 | 2          | «The One with All the Kissing» «Эпизод, где все целуются»                               | Гэри Халворсон      | Уил Кэлхун                                                                 | 1 октября 1998   | 25.4                |
| Моника и Чендлер всячески пытаются скрыть свои отношения. Рэйчел признается Россу, что все ещё любит его. Чендлер забывается и на прощание целует Монику, затем выкручивается из ситуации, целуя остальных девушек. Через некоторое время ситуация повторяется. Друзья собираются в Атлантик-Сити, чтобы порадовать Фиби, но у той отходят воды. |            |                                                                                         |                     |                                                                            |                  |                     |
| 100 | 3          | «The One Hundredth (The One with the Triplets)» «Сотый эпизод (Эпизод с тройней)»       | Кевин С. Брайт      | Дэвид Крейн и Марта Кауффман                                               | 8 октября 1998   | 26.8                |
| Фиби доставляют в больницу. Роды примет доктор, помешанный на Фонзи из «Счастливых дней». Фиби хочет оставить одного ребёнка себе и просит Рэйчел, чтобы та поговорила с Фрэнком. Фиби рожает тройню: мальчика (Фрэнк-младший-младший) и двух девочек (Лэсли и Чэндлер). У Джоуи обнаруживаются камни в почках. Рэйчел находит двух мед-братьев для двойного свидания с Моникой, но та отказывает, так как тайно встречается с Чендлером. Позднее Моника и Чендлер ссорятся. |            |                                                                                         |                     |                                                                            |                  |                     |
| 101 | 4          | «The One Where Phoebe Hates PBS» «Эпизод, где Фиби ненавидит канал PBS»                 | Шелли Дженсен       | Майкл Кёртис                                                               | 15 октября 1998  | 24.1                |
| Джоуи участвует в благотворительном телемарафоне на PBS. Фиби рассказывает о том, что ненавидит PBS. Затем пытается совершить благородный бескорыстный поступок, так как Джоуи считает, что в мире нет бескорыстных альтруистических дел. Эмили соглашается приехать к Россу в Нью-Йорк, если тот пообещает больше никогда не видеться с Рэйчел. Росс пытается принять решение. Моника проговаривается Рэйчел, что с её новым «секретным парнем» у неё был лучший секс в мире. |            |                                                                                         |                     |                                                                            |                  |                     |
| 102 | 5          | «The One with the Kips» «Эпизод со старым соседом Кипом»                                | Дана Девалли Пиацца | Скотт Силвери                                                              | 29 октября 1998  | 25.9                |
| Рэйчел получает письмо о том, что её собака, Лепу, умерла. Росс говорит Рэйчел о требовании Эмили, они ссорятся. Друзья прогнозируют, что компания распадется и вспоминают о старом соседе Чендлера — Кипе. Чендлер и Моника проводят вместе выходные, но в результате ссорятся, так как Моника меняет номера из-за их нечистоплотности, а Чендлер хочет досмотреть телепередачу. Джоуи случайно узнаёт об отношениях между Моникой и Чендлером, соотнеся некоторые факты их выходных. Пара просит сохранить их секрет. |            |                                                                                         |                     |                                                                            |                  |                     |
| 103 | 6          | «The One with the Yeti» «Эпизод с чудовищем Йети»                                       | Гэри Халворсон      | Алекса Джандж                                                              | 5 ноября 1998    | 25.0                |
| Фиби получает в подарок от своей матери норковую шубу. Эмили требует от Росса всё больше и больше: например продать все вещи, а затем и квартиру. Моника и Рэйчел были напуганы в подвале очень волосатым человеком, который после стрижки оказывается симпатичным парнем Дэни. За ужином звонит Эмили и обнаруживает, что Рэйчел тоже там; брак Росса окончательно закончен. |            |                                                                                         |                     |                                                                            |                  |                     |
| 104 | 7          | «The One Where Ross Moves In» «Эпизод, где Росс въезжает»                               | Гэри Халворсон      | Джиджи Маккрири и Перри Реин                                               | 12 ноября 1998   | 24.4                |
| Росс поселяется у Чендлера и Джоуи, впоследствии, некоторые привычки Росса начинают доставать парней и они хотят найти ему новую квартиру поскорей. Фиби встречается с санитарным инспектором, который закрывает все посещаемые ими рестораны. Рэйчел и Моника приглашены на вечеринку Дэни, но Рэйчел так просто не соглашается. |            |                                                                                         |                     |                                                                            |                  |                     |
| 105 | 8          | «The One with All the Thanksgivings» «Эпизод, где все вспоминают свои Дни благодарения» | Кевин С. Брайт      | Грегори Малинс                                                             | 19 ноября 1998   | 23.9                |
| Выпуск посвящён Дню благодарения. Друзья вспоминают свои худшие Дни благодарения: Чендлер — «король худших Дней благодарения», вспоминает, как во время праздничного ужина он узнал, что его отец уходит к дворецкому. Фиби вспоминает День благодарения 1917 года (в одной из прошлых жизней), где она будучи медсестрой на первой мировой войне теряет руку. Худшим праздником для Джоуи был тот, когда он застревает головой в индейке. Вдруг Рэйчел вспоминает историю, связанную с их молодостью: Чендлер называет Монику толстухой, на следующий год Моника похудела и похорошела и решила отомстить Чендлеру: случайно он лишается пальца на ноге. Чендлер обижается на Монику, та хочет его развеселить и надевает себе на голову индейку. Чендлер первый раз говорит Монике, что любит её.                                                                                       |            |                                                                                         |                     |                                                                            |                  |                     |
| 106 | 9          | «The One with Ross's Sandwich» «Эпизод с сэндвичем Росса»                               | Гэри Халворсон      | Тед Коэн и Эндрю Рейх                                                      | 10 декабря 1998  | 23.0                |
| Росс теряет самообладание (после чего его отправляют в отпуск) из-за того, что босс на работе съел его сэндвич. Ему прописывают транквилизаторы. Джоуи всячески пытается скрыть секрет Моники и Чендлера и ставит себя в неудобное положение: когда находят трусы на диване, сцену для съемок «домашнего видео» и фотографию обнаженной Моники. Джоуи говорит, что переспал с Моникой в Лондоне и теперь она его преследует. Фиби и Рэйчел вместе ходят на литературные классы, только для Фиби это способ узнать что-то новое и полезное, так как она не ходила в колледж, а для Рэйчел — способ поразвлечься. |            |                                                                                         |                     |                                                                            |                  |                     |
| 107 | 10         | «The One with the Inappropriate Sister» «Эпизод с сестрёнкой Дэни»                      | Дана Девалли Пиацца | Шана Голдберг-Миэн                                                         | 17 декабря 1998  | 23.7                |
| Выпуск посвящён Рождеству. Россу нечем себя занять и он помогает Джоуи написать собственный сценарий, но на этой почве ссорится с Чендлером. Джоуи придумывает игру «Огненный мяч». Фиби работает на сборе денег для благотворительности. Рэйчел начинает встречаться с Дэни, но её отпугивают его чересчур близкие отношения с сестрой. |            |                                                                                         |                     |                                                                            |                  |                     |
| 108 | 11         | «The One with All the Resolutions» «Эпизод, где все дают обещания»                      | Джо Регалбуто       | Сюжет : Брайан Бойл Телесценарий : Сьюзи Вилландри                         | 7 января 1999    | 27.0                |
| Выпуск посвящён Новому году. Друзья дают новогодние обещания: Росс дает обещание не разводиться в следующем году, Фиби — научиться управлять самолетом, Чендлер — не шутить над друзьями, Рэйчел — не сплетничать, Джоуи — научиться играть на гитаре, а Моника — побольше фотографировать друзей. Фиби учит Джоуи играть на гитаре, при этом не дает держать саму гитару в руках. Тем временем, Рэйчел узнаёт о тайне Моники и Чендлера, но её новогодняя клятва не позволяет ей сплетничать. Затем они с Джоуи наконец-то могут поделиться этой тайной друг с другом. Росс попадает в неприятности со своими новыми кожаными штанами. |            |                                                                                         |                     |                                                                            |                  |                     |
| 109 | 12         | «The One with Chandler's Work Laugh» «Эпизод с рабочим смехом Чендлера»                 | Кевин С. Брайт      | Алисия Скай Варинаитис                                                     | 21 января 1999   | 24.8                |
| Моника считает, что Чендлер подлизывается к своему начальнику и её это очень расстраивает. Росс узнаёт, что Эмили опять выходит замуж, расстраивается и начинает встречаться с Дженис. В итоге, та его бросает, так как не может терпеть его постоянных страдальческих историй. Рэйчел пытается выудить из Моники признание о Чендлере. |            |                                                                                         |                     |                                                                            |                  |                     |
| 110 | 13         | «The One with Joey's Bag» «Эпизод с новой сумкой Джо»                                   | Гэйл Манкусо        | Сюжет : Майкл Кёртис Телесценарий : Сет Курланд                            | 4 февраля 1999   | 24.9                |
| Бабушка Фиби умирает, и Фиби встречает своего настоящего отца у на ее похоронах. Чтобы узнать о нём побольше, она назначает ему встречу инкогнито. Оказывается, Фрэнк Буффе не знал, что мать Фиби покончила с собой, а детей оставил, так как считал себя плохим отцом. Джоуи хочет выглядеть стильно на прослушивании и Рэйчел советует ему сумку, которую все считают женской, но Джоуи это не волнует, так как ему очень нравится. Чендлер скрывает от Моники, что та делает ужасный массаж. Все выясняется, и Моника обижается на Чендлера, но тот находит выход из ситуации. |            |                                                                                         |                     |                                                                            |                  |                     |
| 111 | 14         | «The One Where Everybody Finds Out» «Эпизод, где все всё узнают»                        | Майкл Лембек        | Алекса Джандж                                                              | 11 февраля 1999  | 27.7                |
| Фиби узнаёт об отношениях Моники и Чендлера, и они с Рэйчел решают над ними подшутить. Но Моника догадалась, что «они знают, но они не знают, что они знают» и Моника с Чендлером решают не сдаваться в игре. Голый мужик из дома напротив съезжает, и Росс становится одним из претендентов на его квартиру. Он въезжает в неё и в окно видит, как Чендлер и Моника занимаются сексом. |            |                                                                                         |                     |                                                                            |                  |                     |
| 112 | 15         | «The One with the Girl Who Hits Joey» «Эпизод с девушкой, которая ударила Джоуи»        | Кевин С. Брайт      | Адам Чейз                                                                  | 18 февраля 1999  | 29.3                |
| После того, как все узнают о Чендлере и Монике, это становится самой обсуждаемой темой. Чендлер не выдерживает, и они с Моникой ссорятся. Джоуи встречается с миниатюрной девушкой Кэйти (Солейл Фрай), которая постоянно бьёт его. Росс не находит общего языка с новыми соседями по дому и хочет устроить вечеринку, однако на неё никто не приходит. Фиби пытается помирить Росса с соседями и в итоге сама ссорится с ними. Чендлер делает предложение Монике, решив, что это хороший способ помириться. |            |                                                                                         |                     |                                                                            |                  |                     |
| 113 | 16         | «The One with the Cop» «Эпизод с полицейским»                                           | Эндрю Тсао          | Сюжет : Алисия Скай Варинаитис Телесценарий : Джиджи Маккрири и Перри Реин | 25 февраля 1999  | 26.0                |
| Фиби находит значок полицейского и выдает себя за него до тех пор, пока не встречает настоящего владельца значка. Им оказывается Гарри, который впоследствии приглашает её на свидание. Росс покупает новый диван, отказывается от доставки, пробуя собственными силами доставить его на свой этаж, ему помогают Рэйчел и Чендлер. В итоге диван сломан. Джоуи снится романтический сон с Моникой, и он думает, что влюблен в неё. Моника же трактует это как то, что Джоуи хочет найти такие же близкие отношения как у нее и Чендлера. |            |                                                                                         |                     |                                                                            |                  |                     |
| 114 | 17         | «The One with Rachel's Inadvertent Kiss» «Эпизод со случайным поцелуем Рэйчел»          | Шелли Дженсен       | Эндрю Рейх и Тед Коэн                                                      | 18 марта 1999    | 24.5                |
| Рэйчел хочет получить работу у Ральфа Лорена и во время интервью случайно целует будущего начальника, мистера Зельнера. На этом неловкие ситуации не заканчиваются. Моника хочет доказать Фиби, что их отношения с Чендлером более страстные, чем у Фиби и Гарри, однако Чендлер успокаивает её, говоря, что теперь у них следующая ступень в отношениях, которая не хуже чем у соперников. Джоуи пытается отыскать красавицу из дома напротив, которая помахала ему. |            |                                                                                         |                     |                                                                            |                  |                     |
| 115 | 18         | «The One Where Rachel Smokes» «Эпизод, где Рэйчел курит»                                | Тодд Холланд        | Майкл Кёртис                                                               | 8 апреля 1999    | 21.9                |
| Рэйчел пробует закурить, чтобы её перестали игнорировать новые курящие начальница и коллеги. Джоуи и сын Росса Бэн пробуются для съёмок в рекламе супа. Моника и Фиби устраивают вечеринку для Рэйчел, но Моника заведует почти всем мероприятием, а Фиби достаются только стаканчики и лед. |            |                                                                                         |                     |                                                                            |                  |                     |
| 116 | 19         | «The One Where Ross Can't Flirt» «Эпизод, где Росс не умеет флиртовать»                 | Гэйл Манкусо        | Доти Абрамс                                                                | 22 апреля 1999   | 20.9                |
| Росс пытается флиртовать с разносчицей пиццы, но у него ничего не получается. Рэйчел хочет помочь Россу и сама берет у девушки телефон для него. Чендлер запрещает Монике флиртовать с другими мужчинами. Джоуи приглашает свою бабушку посмотреть сериал «Закон и порядок», в котором он снялся, но фрагмент с его участием вырезали. Моника теряет серьги, которые ей подарил Чендлер. Оказывается, она дала их Фиби, а та — Рэйчел, которой Моника никогда не дает свои вещи, потому что Рэйчел их всегда теряет. |            |                                                                                         |                     |                                                                            |                  |                     |
| 117 | 20         | «The One with the Ride-Along» «Эпизод, где парни едут в полицейский рейд»               | Гэри Халворсон      | Шана Голдберг-Миэн и Сет Курланд                                           | 29 апреля 1999   | 19.6                |
| Росс, Джоуи и Чендлер отправляются на ночное дежурство с полицейским Гарри, парнем Фиби. Росс думает, что в него стреляли (на самом деле это были выхлопные газы), и Джоуи пытался его защитить (на самом деле, защитить он пытался свой сэндвич). После данного происшествия Росс решил переосмыслить свою жизнь. А Чендлер обижается на Джоуи, что тот защищал не его, а Росса. В это время Россу на автоответчик звонит Эмили и говорит, что скучает. Моника и Рэйчел случайно удаляют это сообщение. |            |                                                                                         |                     |                                                                            |                  |                     |
| 118 | 21         | «The One with the Ball» «Эпизод с игрой в мяч»                                          | Гэри Халворсон      | Сюжет : Скотт Силвери Телесценарий : Грегори Малинс                        | 6 мая 1999       | 20.9                |
| Гарри предлагает Фиби начать жить вместе. Но Фиби ещё не вполне готова, но соглашается на данный шаг. Рэйчел покупает дорогую экзотическую кошку (Миссис Вискирсон), которая её только царапает. Друзья ставят рекорд по непрерывному перебрасыванию мяча (около суток) с учетом гиперактивной Моники и «пропускающего» Чендлера. Фиби и Гарри расстаются, потому что тот выстрелил в птицу. |            |                                                                                         |                     |                                                                            |                  |                     |
| 119 | 22         | «The One with Joey's Big Break» «Эпизод, где Джо обиделся на Чендлера»                  | Гэри Халворсон      | Сюжет : Шана Голдберг-Миэн Телесценарий : Уил Кэлхун                       | 13 мая 1999      | 21.3                |
| Джоуи получает главную роль в фильме, но Чендлер не верит в его успех. По дороге в Лас-Вегас они ссорятся, и Джоуи высаживает Чендлера прямо на мосту. Однако Чендлер был прав: фильм закрыли из-за нехватки финансирования, и Джоуи приходится работать в казино в качестве гладиатора. Фиби злится на Росса, но не помнит почему. Оказывается ей приснился сон, где Росс назвал её скучной. Рэйчел боится глазного врача, а ведь у неё воспаление глаза, и ей необходимо закапывать капли. |            |                                                                                         |                     |                                                                            |                  |                     |
| 120121 | 2324       | «The One in Vegas» «Эпизод в Вегасе»                                                    | Кевин С. Брайт      | Тед Коэн и Эндрю Рейх Грегори Малинс и Скотт Силвери                       | 20 мая 1999      | 25.9                |
| Моника дружески обедает с Ричардом, но не хочет говорить об этом Чендлеру. Друзья (Фиби, Моника и Чендлер) летят в Лас-Вегас, чтобы навестить Джоуи. Рэйчел разгуливает по квартире обнаженная, это видит Росс и думает, что Рэйчел приглашает его на «физический акт любви». В самолете в Лас-Вегас их конфронтация усиливается. В итоге Росс разрисовывает спящей Рэйчел лицо несмываемым маркером. Рэйчел не выходит из номера из-за разрисованного лица. Россу приходится развлекать её, в итоге они напиваются. Джоуи находит своего «ручного близнеца» (он считает, что у портье идентичная с его рукой рука и что на этом можно заработать кучу денег). Фиби борется со старушкой, «крадущей её удачу» («лакер»). Фиби и Джоуи выгоняют из казино. Чендлер и Моника спонтанно решают пожениться и идут в часовню. Там они встречают только что поженившихся пьяных Рэйчел и Росса. |            |                                                                                         |                     |                                                                            |                  |                     |